# Gundo
Gundo ist ein männlicher Vorname, der eine Kurzform von mit Gund- beginnenden Namen darstellt. Diese sind abgeleitet vom althochdeutschen Wort gund, das Kampf bedeutet. Gundo dient als ausschließlich männliche Form des unisexuellen Namens Gunde, dessen ausschließlich weibliche Form Gunda ist. Alle drei Namen kommen, wenn auch auf die erste Silbe abgekürzt, vom protogermanischen *Gunþa-harjaR, was eine Bedeutungsgleichheit mit weiteren Namen wie Gunnar oder Günther bzw. deren Varianten schafft. Gundo wird hauptsächlich in Schweden vergeben.